# Skvorin
Skvorin (en rus: Скворин) és un poble (un khútor) de l'óblast de Volgograd, a Rússia, segons el cens del 2010 tenia 97 habitants.